# شورش تفنگداران بنگلادش، ۲۰۰۹

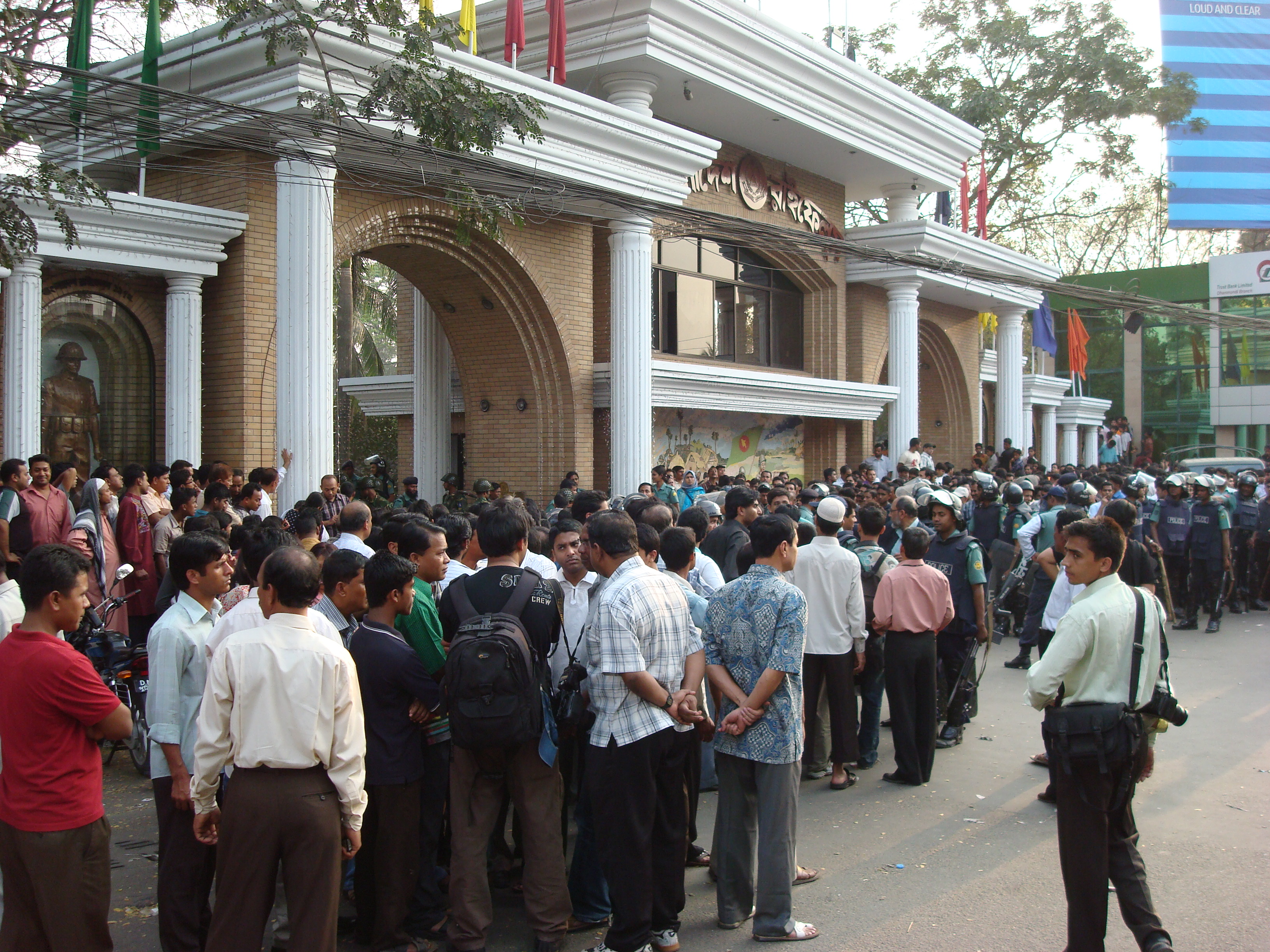
رسانه‌گران، نیروهای مسلح و مردم عادی در حال انتظار در برابر درب ورودی ساختمان تفنگداران بنگلادش، بعد از ظهر ۲۷ فوریه ۲۰۰۹.

از تاریخ ۲۵ تا ۲۶ فوریه سال ۲۰۰۹ میلادی در داکا پایتخت بنگلادش شورشی از سوی گروه تفنگداران بنگلادش رخ داد.
این گروه یک گروه شبه نظامی است که بیشتر به مرزبانی کشور بنگلادش می‌پردازد. این شورش به نارضایتی مرزبانان از شرایط حقوق و پیشرفت‌های حرفه‌ای آنها مربوط می‌شد.
تفنگداران مرزی طی این روزها مقر اصلی واحدهای خود و یک مرکز خرید را در داکا اشغال کردند. در این حادثه دست‌کم یک تن کشته و ۹ تن زخمی شده‌اند. علت این قیام، اختلاف بر سر اضافه حقوق گزارش شده‌است. صدها سرباز، ساختمان‌های اشغال‌شده توسط شورشیان را محاصره کرده‌اند. در این میان، یک هیئت نمایندگی از سوی پلیس‌های شورشی، با شیخ حسینه، نخست‌وزیر بنگلادش دیدار کرد، تا خواسته‌های خود را مطرح سازد.

## آغاز و انجام
شورش نیروهای مسلح مرزبانی بنگلادش زمانی آغاز شد که افسران رده بالای ارتش این کشور در دفتر مرکزی مرزبانی در جلسه‌ای حضور یافته بودند. در این شورش ۱۳۷ افسر ارتش ناپدید شدند.
این شورش ساعاتی بعد به دهها شهر بنگلادش نیز کشیده شد به گونه‌ای که صدای تیراندازی‌ها از مقر اصلی این واحدها در «داکا»، پایتخت بنگلادش شنیده می‌شد.
در حدود ۵۰ نفر نیز در نبردهای پراکنده کشته شدند.
شیخ حسینه نخست وزیر بنگلادش حاضر به دادن عفو عمومی به سربازان شورشی، که بیش از ۵۰افسر را کشتند، شده بود اما پس از آن خواستار تسلیم شدن سریع آنان شده و هشدار داده که چنانچه این افراد تسلیم نشوند با واکنش سخت دولت مواجه خواهند شد.
نظامیان شورشی در یک پست مرزی در شهر تخناف به سمت اقامتگاه فرماندهان خود در این مقر تیراندازی کردند.
پس از آن خشونت‌های نظامی به دیگر پست‌های مرزی در شهرهای کاکس‌بازار و نیاخونگچاری در جنوب و استان سیلهت در شمال خاوری بنگلادش سرایت کرد.
طی این شورش‌ها در روز پنج‌شنبه خدمات تلفن همراه در سراسر بنگلادش قطع شد.
تفنگداران مرزبانی بنگلادش پس از دو روز شورش تسلیم شدند.